# میکل لادروپ
میکل لادروپ (به دانمارکی: Michael Laudrup) (زاده ۱۵ ژوئن ۱۹۶۴ در فردریکسبرگ) بازیکن فوتبال بازنشسته اهل دانمارک و از برجسته‌ترین بازیکنان تاریخ فوتبال است. وی یکی از بهترین هافبک‌ها و بازی‌سازهای تاریخ می‌باشد.
 سبک بازی: بازیکنی با سرعت و چابک بادریبل های فوق العاده و پاس های استثنایی. روماریو او را جز ۵ بازیکن برتر تاریخ میداند.